# Verébsármányfélék
A verébsármányfélék (Passerellidae) a madarak osztályának verébalakúak (Passeriformes) rendjébe tartozó család.
A családot a sármányfélék (Emberizidae) családjából választották le a közelmúltban.

## Rendszerezésük
A családba 7 nemzetség tartozik 31 nemmel és 134 fajjal:
- Chlorospingini
  - Chlorospingus – 17 faj
- Ammodramini
  - Rhynchospiza – 2 faj
  - Ammodramus – 3 faj
  - Arremonops – 4 faj
  - Peucaea – 8 faj
- Spizellini
  - Chondestes – 1 faj
  - Calamospiza – 1 faj
  - Torreornis – 1 faj
  - Amphispiza – 2 faj
  - Spizella – 6 faj
- Arremonini
  - Arremon – 19 faj
- Passerellini
  - Passerella – 2 faj
  - Junco – 3 faj
  - Zonotrichia – 5 faj
- Passerculini
  - Pooecetes – 1 faj
  - Artemisiospiza belli – 1 faj
  - Ammospiza – 4 faj
  - Oriturus – 1 faj
  - Passerculus – 1 faj
  - Centronyx – 1 faj
  - Nemospiza – 1 faj
  - Xenospiza – 1 faj
  - Melospiza – 3 faj
- Pipilonini
  - Pezopetes – 1 faj
  - Kieneria – 5 faj
  - Melozone – 2 faj
  - Aimophila – 3 faj
  - Pipilo – 4 faj
  - Oreothraupis – 1 faj
  - Pselliophorus – 2 faj
  - Atlapetes – 28 faj